# Ally Wollaston
Ally Wollaston, född 4 januari 2001, är en nyzeeländsk tävlingscyklist som främst tävlar i bancykling.

## Karriär
Wollaston tog silver i lagförföljelse vid världsmästerskapen 2023. Vid OS 2024 tog silver i lagförföljelse och brons i omnium. 2024 blev hon världsmästare i både elimineringslopp och omnium, samt därtill bronsmedaljör i scratch.